# 蕭緬
萧缅（455年—491年6月22日），字景业，始安贞王萧道生第三子，齐明帝萧鸾之弟，母为懿后江氏。
萧缅早年曾出任秘书郎、邵陵王文学、中书郎。建元元年（479年），封安陆侯，食邑一千户。转太子中庶子，后个人侍中。齐武帝即位后，给人五兵尚书，领前军将军，后改任辅国将军、吴郡太守。萧缅有很高的才能，遂出任持节、都督郢州、司州之义阳军事、冠军将军、郢州刺史，以馬仙琕為主簿。
永明五年（487年）十月，改任侍中，领骁骑将军，仍迁中领军。永明六年（488年），改任散骑常侍、太子詹事。后又改任使持节、都督雍、梁、南秦、北秦四州、荆州之竟陵、司州之随郡军事、宁蛮校尉、左将军、雍州刺史，任命鄧元起為槐里令。
永明九年五月三十辛酉日（491年6月22日），萧缅去世，享年三十七岁，追赠侍中、卫将军，持节、都督、刺史如故，谥昭侯。长子萧宝晊袭爵。萧缅任职时，深得百姓的敬爱。出丧时，百姓在沔水之边为其设祭，立祠于岘山。建武元年（494年），齐明帝萧鸾篡位，追赠萧缅为侍中、司徒、安陆王，食邑二千户。

## 子
- 萧宝晊：安陆侯→安陆王→湘东王
- 萧宝览：江陵公→始安王
- 萧宝宏：汝南公→宵城公

## 延伸阅读
[在维基数据编辑]
 《南齊書/卷45》，出自萧子显《南齊書》
 《南史·卷41》，出自李延壽《南史》
 《齊故安陸昭王碑文》